# Fargo (film)
Fargo er en amerikansk spillefilm fra 1996. Den er en såkaldt film noir, skrevet, instrueret og produceret af Joel og Ethan Coen. Filmen modtog to Oscar-statuetter for hhv. bedste kvindelige hovedrolle (Frances McDormand) og bedste originale manuskript (Joel og Ethan Coen). 

## Handling
Bilsælgeren Jerry Lundegaard (William H. Macy) trues af konkurs og hans velhavende svigerfar vil ikke hjælpe ham ud af krisen. Jerry er villig til at gøre alt for at slippe ud af sine økonomiske problemer, så han hyrer to hærdede kriminelle (Steve Buscemi og Peter Stormare) til at kidnappe sin egen kone. Dermed vil svigerfaren betale skurkene løsepenge, som derefter havner i Jerrys egen lomme.
Under kidnapningen kommer skurkene ved "et uheld" til at dræbe en politimand og to vidner, og da løsesummen skal overdrages dræbes svigerfaren og en parkeringsvagt. Som leder af mordefterforskningen indsættes den højgravide Marge Gunderson (Frances McDormand).

## Medvirkende
- Frances McDormand – Marge Gunderson
- William H. Macy – Jerry Lundegaard
- Steve Buscemi – Carl Showalter
- Micke Bodingh- Sheriff
- Harve Presnell – Wade Gustafson
- Peter Stormare – Gaear Grimsrud
- Kristin Rudrüd – Jean Lundegaard
- Tony Denman – Scotty Lundegaard